# Eudejeania pyrrhopoda
Eudejeania pyrrhopoda är en tvåvingeart som beskrevs av Engel 1920. Eudejeania pyrrhopoda ingår i släktet Eudejeania och familjen parasitflugor.
Artens utbredningsområde är Peru. Inga underarter finns listade i Catalogue of Life.